# Диксон, Флойд
Флойд Диксон (англ. Floyd Dixon; 8 февраля 1929, Маршалл, Техас — 26 июля 2006, Лос-Анджелес, Калифорния) — американский ритм-н-блюзовый пианист и певец.

## Биография
Диксон родился в Маршалле, штат Техас. Некоторые источники называют его при рождении Джей Риггинс-младший, хотя сам музыкант заявлял, что Флойд Диксон — его настоящее имя, а его родителями были Велма и Форд Диксоны. В детстве находился под влиянием блюза, госпела, джаза и музыки кантри. Его семья переехала в Лос-Анджелес, штат Калифорния, в 1942 году. Там он познакомился с Чарльзом Брауном, оказавшим влияние на его музыку.
Замечательный и видный представитель того, что часто называют блюзом Западного побережья, этот стиль основывается на фортепианной музыке и джазе, где большая часть блюза смешивается со стилем R&B. Флойд Диксон является ведущим исполнителем этого «калифорнийского стиля».
Этот штат, и стиль принял к себе очень много  техасских блюзменов послевоенных лет, и джазовый подход T-Bone Walker-а стал опорой жанра.
Диксон прозвал себя «Мистер Великолепный», и тогда же подписал контракт на запись с Modern Records в 1949 году, специализируясь на джамп-блюзе и песнях с сексуальным подтекстом, таких как «Red Cherries», «Wine Wine Wine», «Too Much Jelly Roll» и «Baby Let’s». «Hole in the Wall», «Dallas Blues» а так же «Mississippi Blues», приписываемые трио Флойда Диксона, попали в чарт Billboard R&B в 1949 году, как и «Sad Journey Blues», выпущенный Peacock Records в 1950 году.
Флойд Диксон заменил Чарльза Брауна на фортепиано и вокале в группе Johnny Moore’s Three Blazers в 1950 году, когда Браун ушёл, чтобы начать сольную карьеру. Группа записывалась для Aladdin Records и достигла чарта R&B с «Telephone Blues» (приписывается Флойду Диксону с Three Blazers Джонни Мура). Оставаясь на звукозаписывающей компании, Диксон выпустил небольшой хит под своим именем в 1952 году с песней «Call Operator 210». Он перешёл на Specialty Records в 1952 году и на Cat Records, дочернюю компанию Atlantic Records, в 1954 году. В это время были выпущены «Hey Bartender» (позже песню перепели Blues Brothers) и «Hole in the Wall».
В 1970-х ушёл из музыкальной индустрии ради более спокойной жизни в Техасе, хотя в 1970-х и 1980-х он время от времени гастролировал. В 1984 году ему было поручено написать «Олимпийский блюз» для летних Олимпийских игр 1984 года.
В 1993 году получил премию Pioneer Award от Rhythm and Blues Foundation. В середине 1990-х он заключил контракт с Alligator Records, выпустив получивший признание критиков альбом Wake Up and Live.
1-2 июня 2006 года провел концерт с Пайнтопом Перкинсом и Генри Греем, отметив межпоколенческий аспект блюзового фортепиано. Группу возглавлял Кид Рамос, в неё входили Ларри Тейлор и Ричард «Бигфут» Иннес. Также выступили Ким Уилсон, Фред Каплан (из группы Hollywood Blue Flames) и Линвуд Слим. Этот концерт был записан и выпущен на DVD Time Brings About a Change компанией High John Records 6 марта 2013 года.
Музыкант умер от почечной недостаточности которая усугубилась онкологией в возрасте 77 лет округе Ориндж, штат Калифорния. Публичная панихида прошла в часовне Грейс на кладбище Инглвуд-Парк.

## Отсылки и наследие
В игре от Чешских разработчиков 2k Czech Mafia 2 по внутри игровому радио звучит его песня That'll Get It.

## Дискография
- Live in Sweden (Great Dame 001), 1975
- Opportunity Blues (Route 66 KIX-1), 1976 (compilation of recordings from 1948 to 1961)
- Rockin' This Joint Tonite: Ace Holder / Kid Thomas / Floyd Dixon Featuring Johnny Guitar Watson (JSP 1002), 1978
- Houston Jump (Route 66 KIX-11), 1979 (compilation of recordings from 1947 to 1960)
- Empty Stocking Blues (Route 66 KIX-27), 1985 (compilation of recordings from 1947 to 1953)

### CD-релизы
- Wake Up and Live! (Alligator 4841), 1996
- Mr. Magnificent Hits Again (HMO 2450), 1999
- Fine! Fine! Thing! (Highjohn 1739), 2005
- Time Brings About a Change…A Floyd Dixon Celebration (Highjohn 5206), 2006

### CD compilations
- Marshall Texas Is My Home (Specialty 7011), 1991; also issued on Ace CHD-361, 1993
- Floyd Dixon: His Complete Aladdin Recordings, 2-CD set (Capitol-EMI 36293), 1996
- The Cocktail Combos: Nat King Cole / Charles Brown / Floyd Dixon, 3-CD set (Capitol-EMI 52042), 1997
- Cow Town Blues: The Seminal 1948—1950 Modern Recordings (Ace CHD-740), 2000
- Floyd Dixon: Hey Bartender! His Very Best 1949—1959 (Jasmine JASMCD-3065), 2016
- The Floyd Dixon Singles Collection 1949—1962, 3-CD set (Acrobat ACTRCD-9074), 2018